# Калипетренски манастир
Калипетренският манастир „Рождество Богородично“ (на гръцки: Ιερά Μονή Θεοτόκου Καλλίπετρας) е манастир в Република Гърция, част от дем Бер (Верия) на област Централна Македония. Манастирът е под управлението на Берската, Негушка и Камбанийска епархия.

## География
Манастирът е разположен в долината на Бистрица (Алиакмонас), край село Рахи (Рахово). Носи името на хълма, на който е разположен Калипетра (Καλλίπετρα), на турски Джамала (Τζαμάλα).

## История
Манастирът е един от най-старите в региона. Точната дата на основаването му е неизвестна. Има данни за съществуването му в 1100 година. В XVIII процъфтява. По време на Негушкото въстание в 1822 година манастирът е разрушен от османците, а монасите избити. По-късно е възстановен. По време на Гръцката въоръжена пропаганда в Македония е база на гръцките андарти, затова в 1907 година бившият игумен Ставри и игуменът Игнатий са убити. През 1941 г. след небрежност на овчар манастирът изгаря. По-късно е обновен.